# Karl Brodmerkel
Karl Brodmerkel (* 29. April 1895 in Oberfranken; † 17. Oktober 1969 in Rimbach (Odenwald)) war ein deutscher Techniker und Tonfilmpionier.

## Leben und Wirken
Brodmerkel, ein Jugendfreund von Hans Vogt, war unter den ersten Technikern, die im Projekt „Tri-Ergon“ der Erfindergemeinschaft Vogt, Engl und Masolle an der Entwicklung des Lichttonfilms mitarbeiteten.
Er hat in der Frühzeit des deutschen Tonfilms zuerst bei kurzen, später bei abendfüllenden Tonfilmen, als „Tonkameramann“
die Sprach- und Musikaufnahmen gemacht. Darunter waren heute anerkannte Kunstwerke wie Melodie der Welt von Walther Ruttmann (1928/29), Westfront 1918 – Vier von der Infanterie von Georg Wilhelm Pabst (1930) oder Mädchen in Uniform von Leontine Sagan und Carl Froelich (1931).
Später hat er als Publizist auch die Geschichte des deutschen Tonfilms nachzuzeichnen versucht.

## Filmographie
Kurztonfilme
- 1928: Deutscher Rundfunk (Dokumentarfilm, 3 Akte); Ton-Assistenz: Fritz Seeger. Auch: Tönende Welle. Der Deutsche Rundfunk. Auftraggeber war die Reichsrundfunkgesellschaft. Teile des Films wurden in einer Voraufführung am 31. August 1928 bei der Eröffnungsfeier zur 5. Großen Deutschen Funkausstellung  in Berlin auf dem Messegelände vorgeführt[6]
- 1928/29: Melodie der Welt (Dokumentarfilm mit Spielhandlung)[7]
- 1929: Und Nelson spielt … Eine Tonfilm-Schlager-Revue (Kurz-Spielfilm, 13 min.)[8]
- 1929: Heimkehrt vom Oktoberfest. Eine Tonfilm-Caprice (Kurz-Spielfilm, 14 min.)[9]
- 1929: Der Boxstudent (Kurz-Spielfilm, 12 min.)
- 1929: Max Hansen: Wir haben uns gut verstanden… (Kurztonfilm, 3 min.)[10]
- 1929: Max Hansen: Jetzt geht’s der Dolly gut (Kurztonfilm, 4 min.)[11]
- 1929: Die süße Yvonne (Kurz-Spielfilm, 15 min.)
- 1929: Hochzeit in der Oase (Kurz-Dokumentarfilm, 14 min.)

Spielfilme
- 1929: Das Land ohne Frauen[12]
- 1929: Der Günstling von Schönbrunn[13]
- 1929: Dich hab’ ich geliebt[14]
- 1929/30: Ich glaub nie mehr an eine Frau
- 1929/30: (Die) Königin einer Nacht
- 1930: Westfront 1918
- 1931: Die andere Seite
- 1931: Mädchen in Uniform